# Vendozoa
Vendazoa reprezintă fauna din Ediacara. Ediacara este zona din sudul Australiei unde exista marele grup acvatic, divers, din finalul Precambrianului.
Este vorba de aproximativ 100 de specii pe nevertebrate (meduze, anelide primitive, strămoși de ai trilobiților, artropode simple, toate acestea fiind protostomieni, dar și deuterostomieni) care pentru noi sunt puține, dar pe atunci, la începutul Terrei „vii” erau multe de tot. 
Printre specii se numără Dickinsonia și Kimberella care nu puteau fi încadrate într-un grup anume, ci aveau afinități cu mai multe grupe și anume viermi, moluște, artropode și altele. Dar în orice caz, multe altele aveau afinități cu mai multe grupe.
O teorie susține că unele din aceste specii ediacarice ar fi strămoșii grupurilor prezente, dar în prezent nu se poate spune cu exact.